# Jeanne de Chantal
Pour les articles homonymes, voir Sainte Jeanne, Jeanne et Chantal.
Jeanne-Françoise Frémyot, baronne de Chantal, née le 23 janvier 1572 à Dijon (France) et morte le 13 décembre 1641 à Moulins, est une sainte française originaire de Bourgogne, fondatrice de l'ordre de la Visitation de Sainte-Marie avec saint François de Sales. Canonisée par Clément XIII le 16 juillet 1767 elle est d'abord liturgiquement commémorée le 12 décembre puis, depuis 2003, le 12 août.

## Une noble éducation
À l'âge de 18 mois elle perd sa mère, Marguerite de Berbisey. Son père Bénigne Frémyot, président à mortier au Parlement de Bourgogne, issu de la noblesse de robe, lui donne une solide éducation puis la marie dans la noblesse d'épée en 1592 à Christophe de Rabutin, baron de Chantal. Le couple, très uni, a six enfants :
- un enfant mort-né (1592) ;
- un enfant mort-né (1594) ;
- Celse-Bénigne, baron de Chantal (né en 1596, mort au siège de Saint-Martin-de-Ré le 22 juillet 1627), qui épouse en 1623 Marie de Coulanges (1603-1633) et est le père de la marquise de Sévigné ;
- Marie-Aimée (1598-1617), qui épouse en 1609 Bernard de Sales, baron de Thorens (1583-1617), frère de François de Sales, évêque de Genève et cofondateur de la Visitation, morte des suites de ses couches après avoir reçu le voile des visitandines ;
- Françoise (1599-1684), qui épouse en 1620 Antoine II de Toulongeon (1572-1633) ;
- Charlotte (1601-1610), filleule de la vénérable Jeanne-Charlotte de Bréchard.

## De l'amour conjugal à l'amour de Dieu

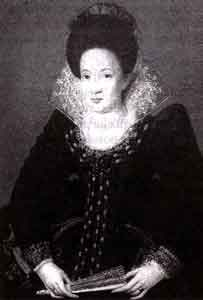
Madame de Chantal.

En 1601, Christophe de Rabutin de Chantal meurt, victime d'un accident de chasse. La jeune veuve, après une période de deuil marquée par la rancœur et le désespoir, se sentant appelée par Dieu, se met à la recherche d'un guide spirituel. Entre-temps, elle avait cherché refuge auprès de son beau-père, lequel vivait en concubinage avec une de ses servantes qui traita assez mal la jeune veuve. Jeanne subit toutes ses avanies avec patience et douceur. Elle fait vœu, quoique jeune encore (29 ans), de « ne point se marier, et, après avoir établi ses enfants, elle se consacra tout entière à des œuvres de charité ».
En 1604, elle rencontre un prélat du duché de Savoie, François de Sales, évêque de Genève en résidence à Annecy (Genève étant une ville réformée), venu à Dijon pour prêcher le carême : elle s'ouvre à lui et il accepte de devenir son directeur spirituel.

## Un ordre nouveau pour répondre aux besoins de son époque
En 1610, libérée de ses obligations familiales, elle rejoint François de Sales dans son diocèse et sous sa direction spirituelle fonde une nouvelle congrégation, l'ordre de la Visitation dans la résidence annécienne de la Galerie, possession de François Viollon de la Pesse, dans le duché de Savoie.
En 1615, un premier couvent est fondé en France, à Lyon, suivi par la fondation du couvent de Moulins l'année suivante.
À partir de 1618, l'ordre devient un ordre cloîtré par décision du pape Urbain VIII et avec l'assentiment de François de Sales.

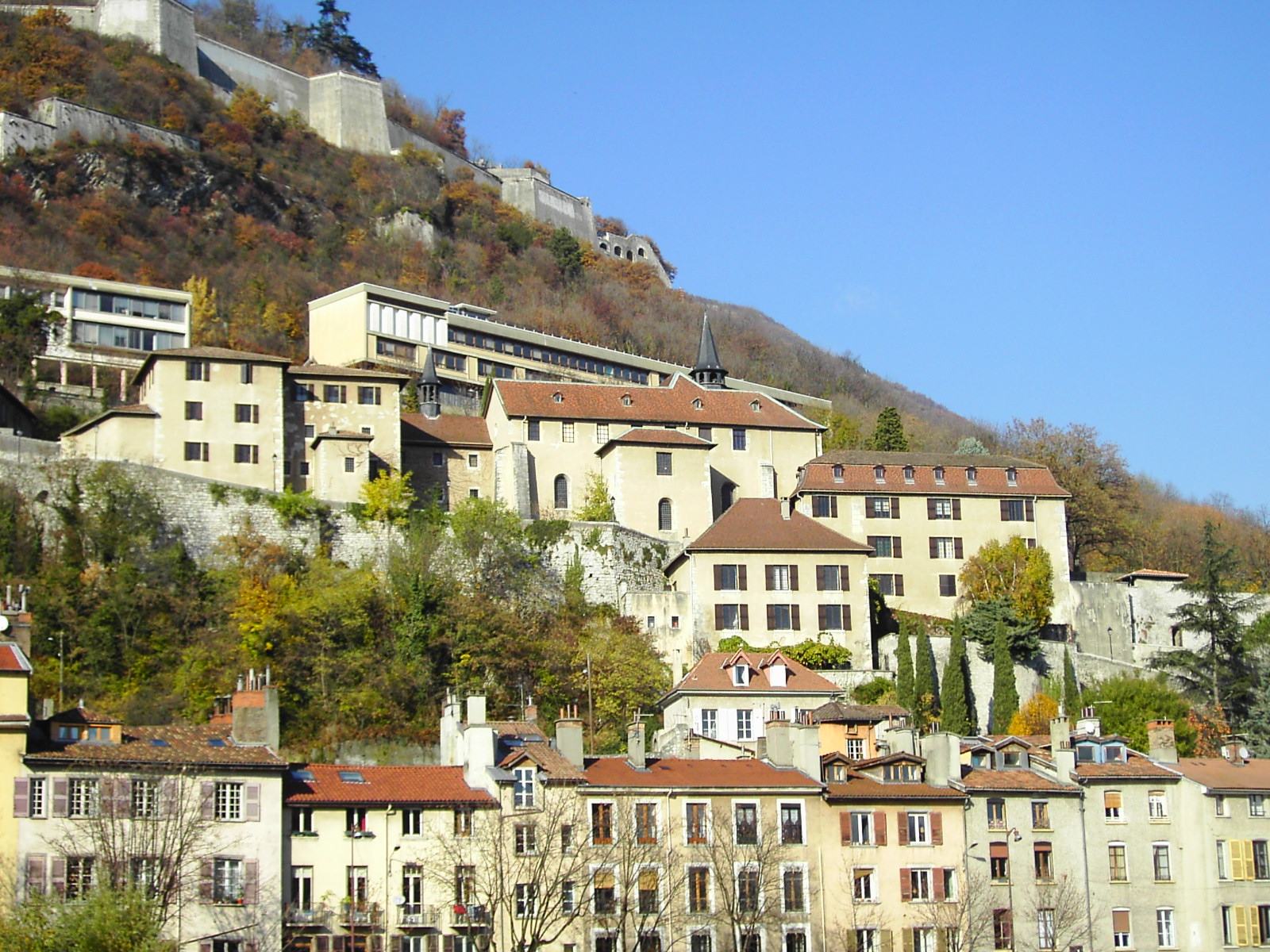
Monastère Sainte-Marie-d'en-Haut à Grenoble.

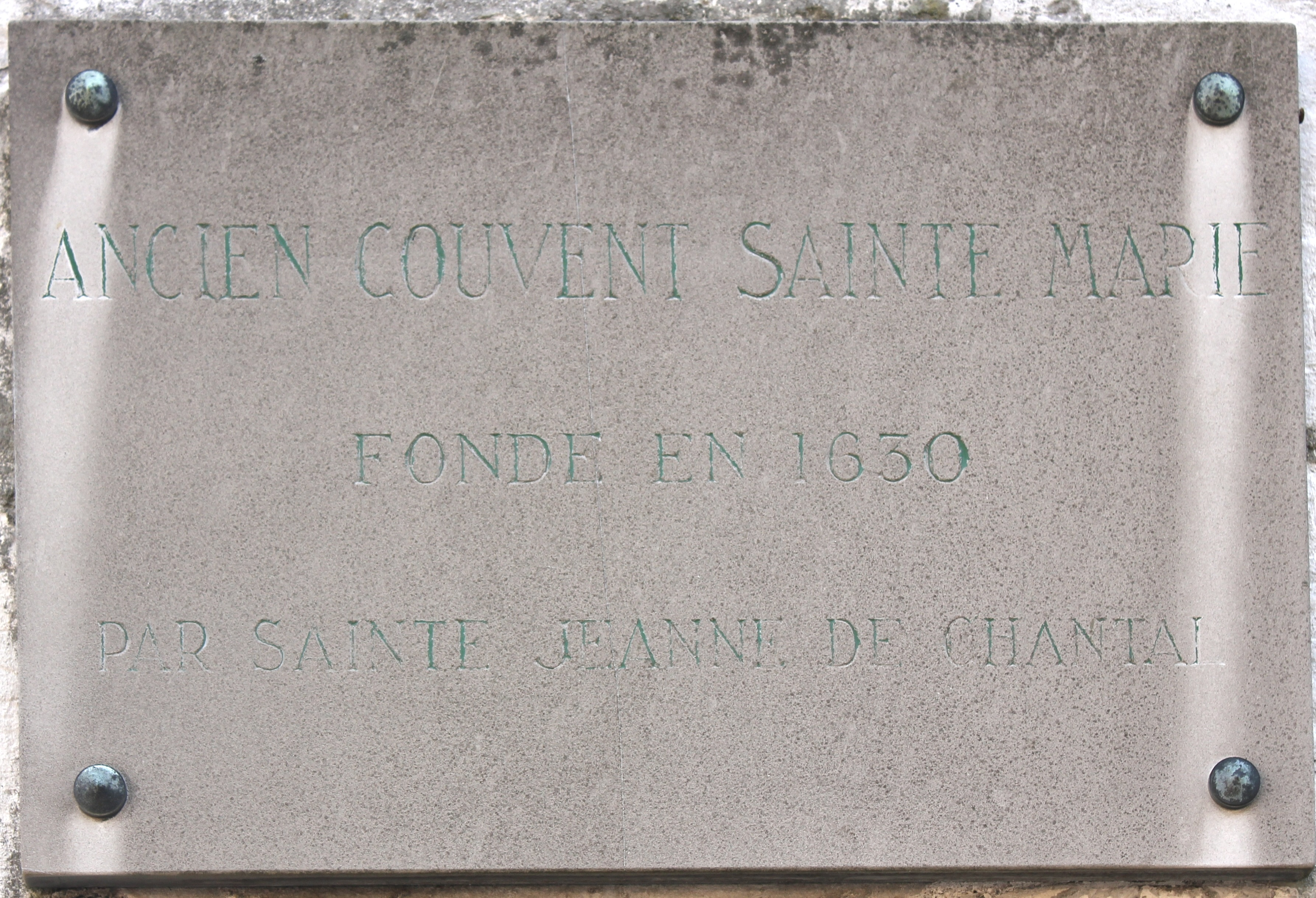
Plaque du couvent de Rouen, fondé en 1630.

Après une grave maladie due à la perte de son gendre, de sa fille et de leur enfant mort-né, Jeanne est appelée à fonder de nouveaux monastères en France, à Grenoble (1618), Bourges dont son frère est évêque (1618), Paris (1619) où les oppositions et les calomnies ne manquèrent pas. Dans la capitale française, elle rencontre la supérieure de Port-Royal, Angélique Arnauld, qui s'était également mise sous la direction de François de Sales et voulut un temps devenir une fille de la Visitation, avant de devenir une janséniste forcenée bien éloignée de la douceur du saint évêque de Genève.
Après la mort de François de Sales en 1622, elle s'occupe seule des 13 monastères de l'ordre et poursuivit l'œuvre de son « directeur », dont elle hâte le procès en canonisation. Elle cherche alors conseil auprès de saint Vincent de Paul mais aussi, en 1640 de Saint-Cyran qui se compromettra avec le jansénisme. Pendant les 19 ans qui suivent, elle fonde 74 autres couvents, souvent en devant affronter l'opposition des parlements et familles.
Les années suivantes conduisent la « mère de Chantal » dans le duché de Bar, à Pont-à-Mousson où est fondé un couvent, pour une fois sans contrariété, sous l'égide d'une dame noble veuve, madame de Génicourt, comtesse douairière de Haraucourt, qui fait venir sa supérieure à la cour de Lorraine dans son propre carrosse (Jeanne, bien qu'entrant dans la vieillesse, ne voyageait qu'à cheval). Elle y reste quatre mois, reçue par le duc Charles IV et son épouse la « pauvre duchesse » Nicole mais surtout par le père Pierre Fourier, curé de Mattaincourt dont la sainteté était déjà reconnue et à qui elle confie la nouvelle fondation (1626).
En Bretagne, Rennes a son couvent en 1628, Rouen et Nantes en 1630. La même année, malgré de nombreux retards, c'est Besançon, en Franche-Comté alors espagnole et membre du Saint-Empire romain germanique, qui s'ouvre à l'ordre. Gray et Champlitte suivent. En 1632, retour sur les confins Lorrains et Évêchois avec Nancy (duché de Lorraine) et l'année suivante Metz, (Trois-Évêchés). La même année Poitiers et Tours entrent dans la famille visitandine (1633). Angers suit trois ans plus tard.
En 1638, l'ordre de la Visitation franchit les Alpes et un couvent s'ouvre à Turin, capitale du duché de Savoie sous l'égide de la régente Christine, sœur de Louis XIII.
Bientôt, Lyon a trois Visitations, Paris, deux. Les demandes affluent d'autres pays (Suisse, Saint-Empire, Pologne) et même de Québec.
« Nous nous multiplions trop, je ne cesse de le dire, mais on ne me croit pas. Que cette multitude de maisons qu'on n'a pas moyen de soutenir, tant au spirituel qu'au temporel, me fait grand peine. » se plaignait la fondatrice.
Jeanne de Chantal meurt en 1641, à l'âge de 69 ans, quelques jours après son retour d'un fatigant voyage en litière de Moulins à Saint-Germain-en-Laye, où elle avait été appelée pour s'entretenir avec la reine de France Anne d'Autriche.
L'ordre de la Visitation, consacré d'abord à la visite et aux soins des malades puis à la contemplation, comporte au décès de sa fondatrice en 1641, après trente et une années d'existence, 87 monastères dans toute l'Europe. Aujourd'hui, il regroupe 3 500 visitandines dans 135 couvents répartis à travers le monde.

## Sainteté

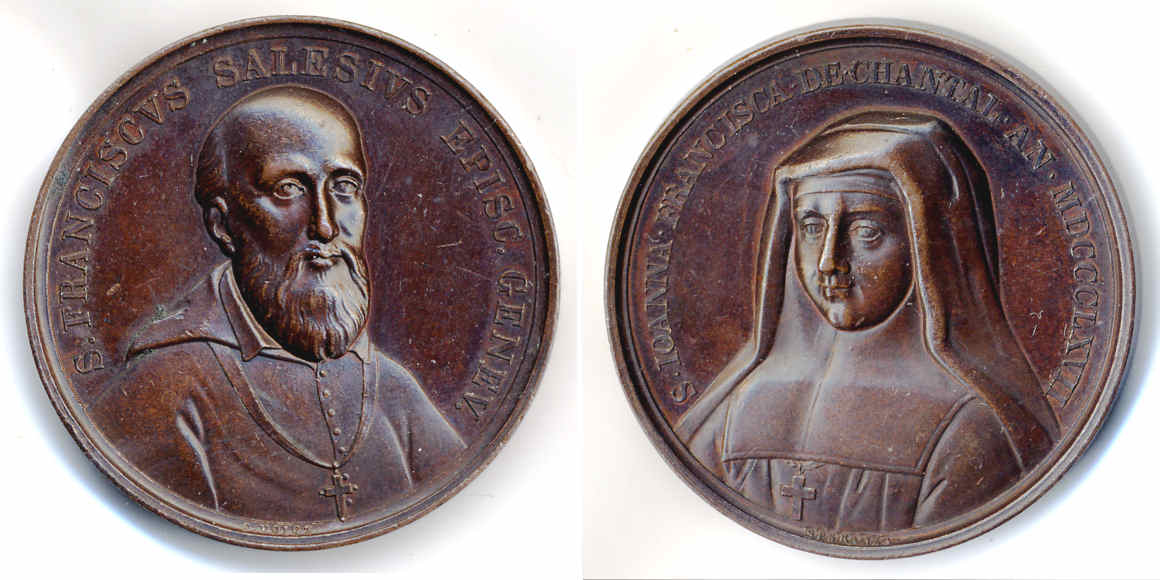
François de Sales et Jeanne de Chantal réunis sur une médaille du XIXe siècle.

Bien que soupçonnée un temps de sympathies jansénistes et de quiétisme, Jeanne-Françoise Frémyot de Chantal fut béatifiée en 1751 par Benoît XIV et canonisée par Clément XIII le 16 juillet 1767. Elle est la patronne et protectrice des personnes oubliées, des repris de justice, des mères de famille, des veuves et des femmes portant le prénom France, Françoise, Francine et Chantal.

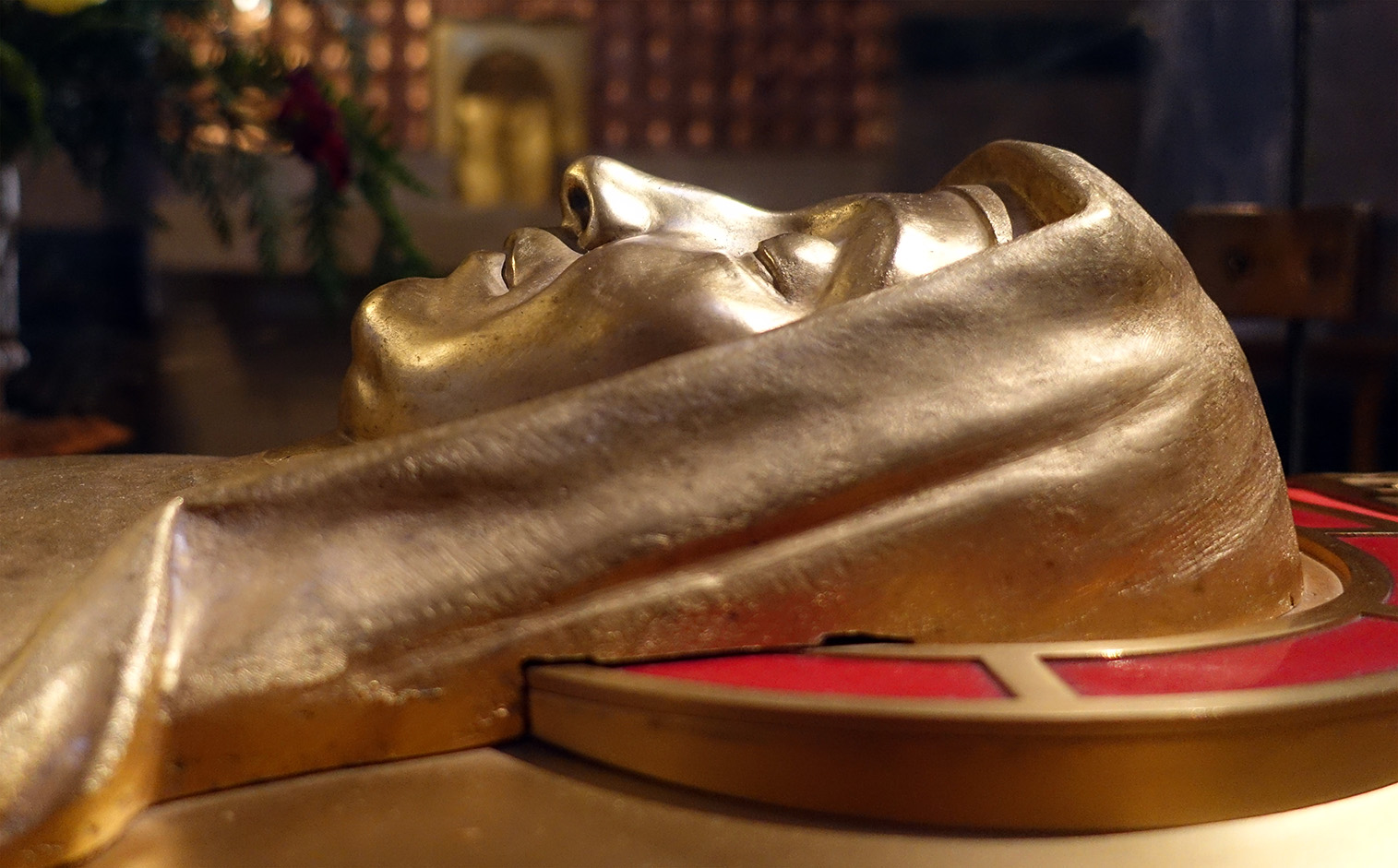
Détail du tombeau de la sainte dans la basilique de la Visitation.

Sa dépouille mortelle est conservée avec celle de François de Sales dans la basilique de la Visitation à Annecy.
Le bref de béatification (1751) et la bulle de canonisation (1767) ont fixé sa fête au 21 août. Longtemps fêtée aussi le 12 décembre, veille de la date de son décès un 13 décembre, sa fête est le 12 août depuis 2003. Les calendriers usuels gardent encore souvent la date du 12 décembre.
Telle sa petite-fille après elle (la célèbre marquise de Sévigné), elle a laissé des Lettres, qui ont été publiées en 1660 (Paris, in-8°), puis rééditées en 1833 (2 vol. in-8°).
Sa Vie a été écrite par J.-M.-S. Daurignac et par une de ses sœurs visitandines Françoise-Madeleine de Chaugy.

## Œuvres
- Lettres I (Lire en ligne)
- Lettres II Lire en ligne)
- Lettres inédites (Lire en ligne)
- Petit livret (Lire en ligne)
- Œuvres diverses II (Lire en ligne)
- Les Épistres spirituelles de la Mère Jeanne Françoise Fremiot, baronne de Chantal, fondatrice et première supérieure de l'Ordre de la Visitation de Sainte Marie. Fidèlement recueillies par les religieuses du premier monastère d'Annessy (Lire en ligne)
- Lettres inédites de la sainte mère Jeanne-Françoise Frémyot, baronne de Rabutin-Chantal, dame de Bourbilly, publiées d'après les textes originaux, annotées et précédées d'une introduction par Édouard de Barthélemy 1860 (Lire en ligne sur Gallica)

## Film
- Les Femmes du square[8]

### Émission de télévision
- « La Foi prise au mot - François de Sales, Jeanne de Chantal », Régis Burnet reçoit Marie-Claire Bussat-Enevoldsen et Hélène Michon, KTO-TV, 2010 (visionner en ligne).